# Patryk Stosz
Patryk Stosz (ur. 15 lipca 1994 w Kluczborku) – polski kolarz szosowy. Uczestnik mistrzostw świata oraz Europy, medalista mistrzostw Polski. 

## Przebieg kariery
W trakcie kariery zawodowej reprezentował barwy drużyn TC Chrobry Głogów (2013) i CCC Development Team (2015–2019, do końca 2018 pod nazwą CCC Sprandi Polkowice), a od 2020 jest zawodnikiem Voster ATS Team. W 2012 brał udział w mistrzostwach Europy (42. w wyścigu ze startu wspólnego juniorów) i mistrzostwach świata (65. w tej samej konkurencji). W 2013 zwyciężył w klasyfikacji górskiej Karpackiego Wyścigu Kurierów oraz Wyścigu Pokoju U23. Wystąpił też w mistrzostwach świata, zajmując 74. lokatę w wyścigu ze startu wspólnego młodzieżowców. W 2014 ponownie wygrał klasyfikację górską Karpackiego Wyścigu Kurierów. Wziął także udział w mistrzostwach Europy, plasując się na 42. pozycji w wyścigu ze startu wspólnego młodzieżowców.
W 2015 zajął 3. miejsce na 5. etapie Karpackiego Wyścigu Kurierów, a także został wicemistrzem Polski młodzieżowców w jeździe indywidualnej na czas. Na mistrzostwach Europy uplasował się na 66. pozycji w wyścigu ze startu wspólnego młodzieżowców. W 2016 został mistrzem Polski młodzieżowców w jeździe indywidualnej na czas. W 2017 zajął 2. miejsce na 2. etapie Małopolskiego Wyścigu Górskiego, a także był trzeci na prologu wyścigu Dookoła Mazowsza. W 2018 z drużyną CCC Sprandi Polkowice (jazda drużynowa na czas) był drugi na etapie 1b Settimana Internazionale di Coppi e Bartali i na etapie 1. Czech Cycling Tour. Zajął też 2. lokatę w węgierskim wyścigu w ramach Visegrad 4 Bicycle Race i wygrał klasyfikację górską Tour de Hongrie.
W 2019 stawał na podium etapów Małopolskiego Wyścigu Górskiego (2. na 2. etapie), Wyścigu Solidarności i Olimpijczyków (2. na 1. etapie oraz 3. na etapach 2. i 3.) i Tour of Almaty (1. na 1. etapie). Ponadto zajął 3. miejsce w Grand Prix Alanya, wygrał Koronę Kocich Gór i zajął 2. lokatę w klasyfikacji generalnej Wyścigu Solidarności i Olimpijczyków. Wystartował też w mistrzostwach Europy, zajmując 40. pozycję w wyścigu ze startu wspólnego elity. W 2020 zwyciężył w klasyfikacji generalnej wyścigu Dookoła Bułgarii, stając na podium trzech pierwszych etapów (1. na 2. etapie oraz 2. na etapach 1. i 3.). Wygrał też klasyfikację górską Tour de Pologne 2020. Wystartował ponadto w mistrzostwach Europy, zajmując 19. lokatę w wyścigu ze startu wspólnego elity.

## Osiągnięcia
Opracowano na podstawie:

2013
- 1. miejsce w klasyfikacji górskiej Karpackiego Wyścigu Kurierów
- 1. miejsce w klasyfikacji górskiej Wyścigu Pokoju U23

2014
- 1. miejsce w klasyfikacji górskiej Karpackiego Wyścigu Kurierów

2015
- 2. miejsce w mistrzostwach Polski do lat 23 (jazda indywidualna na czas)
- 3. miejsce w mistrzostwach Polski (jazda drużynowa na czas)

2016
- 1. miejsce w mistrzostwach Polski do lat 23 (jazda indywidualna na czas)
- 2. miejsce w mistrzostwach Polski (jazda drużynowa na czas)

2017
- 2. miejsce w mistrzostwach Polski (jazda dwójkami)
- 1. miejsce w mistrzostwach Polski (jazda drużynowa na czas)

2018
- 2. miejsce w Visegrad 4 Bicycle Race Grand Prix Hungary
- 1. miejsce w klasyfikacji górskiej Tour de Hongrie
- 1. miejsce w Memoriale Stanisława Szozdy

2019
- 3. miejsce w Grand Prix Alanya
- 1. miejsce w Koronie Kocich Gór
- 2. miejsce w Wyścigu Solidarności i Olimpijczyków
- 1. miejsce w klasyfikacji punktowej Tour of Almaty
  - 1. miejsce na 1. etapie

2020
- 1. miejsce w Dookoła Bułgarii
  - 1. miejsce na 2. etapie
- 1. miejsce w klasyfikacji górskiej Tour de Pologne

2021
- 3. miejsce w Belgrad-Banja Luka
  - 1. miejsce na 2. etapie
- 1. miejsce na 2. etapie Małopolskiego Wyścigu Górskiego
- 1. miejsce na etapie 1a Wyścigu Solidarności i Olimpijczyków
- 3. miejsce w Pucharze Ministra Obrony Narodowej
- 1. miejsce na 1. etapie Szlakiem Grodów Piastowskich
- 1. miejsce w klasyfikacji punktowej Dookoła Rumunii
  - 1. miejsce na 1. i 5. etapie
- 1. miejsce na 4. etapie Circuit des Ardennes

2022
- 1. miejsce w klasyfikacji punktowej Circuit des Ardennes
- 2. miejsce w Grand Prix Nasielsk-Serock
- 1. miejsce w GP Gorenjska
- 1. miejsce na 2. etapie Małopolskiego Wyścigu Górskiego
- 1. miejsce na 4. etapie Wyścigu Solidarności i Olimpijczyków
- 1. miejsce w klasyfikacji najaktywniejszych Tour de Pologne
- 1. miejsce na etapie 3a Dookoła Bułgarii

2023
- 1. miejsce w Trofej Poreč
- 2. miejsce w Ślężańskim Mnichu
- 1. miejsce w klasyfikacji górskiej Österreich-Rundfahrt
- 1. miejsce w klasyfikacji najaktywniejszych Tour de Pologne
- 1. miejsce na 3. etapie Dookoła Bułgarii
- 2. miejsce w wyścigu In the footsteps of the Romans
- 1. miejsce w Puchar Ziemi Wieluńskiej

2024
- 2. miejsce w GP Brda-Collio
- 1. miejsce na 1. etapie Tour de Maurice
- 1. miejsce w Classique de l’Île Maurice
- 3. miejsce w mistrzostwach Polski (start wspólny)
- 2. miejsce w Wyścigu Solidarności i Olimpijczyków
  - 1. miejsce na etapie 1a

2025
- 2. miejsce w Poreč Classic
- 1. miejsce na 2. etapie Małopolskiego Wyścigu Górskiego

## Rankingi
| Rok             | 2013  | 2014 | 2015  | 2016 | 2017  | 2018 | 2019 | 2020 | 2021 | 2022 | 2023 | 2024 |
| --------------- | ----- | ---- | ----- | ---- | ----- | ---- | ---- | ---- | ---- | ---- | ---- | ---- |
| World Ranking   |       |      |       | -    | 1171. | 993. | 423. | 444. | 268. | 344. | 659. | 408. |
| UCI Europe Tour | 1132. | -    | 1173. | -    | 773.  | 644. | 336. | 364. | 228. | 274. | 488. | 327. |
|                 |       |      |       |      |       |      |      |      |      |      |      |      |
| Źródło: UCI     |       |      |       |      |       |      |      |      |      |      |      |      |